# 本法寺 (松戸市)
本法寺（ほんぽうじ）は、千葉県松戸市にある日蓮宗の寺院。

## 歴史
807年（大同2年）、弘法大師空海によって開山された。当初は真言宗の寺院で「浮ヶ谷山通源寺」という名称であったが、1277年（建治3年）に「日蓮宗六老僧」の一人日頂により、日蓮宗に転宗し、「頂昌山本法寺」に改称した。当時の通源寺住職は寺号改称と同時に日頂に弟子入りし、「日宣」を名乗った。
後に日頂は、1292年（正応5年）に弘法寺から退隠した後の3年間を当寺で過ごしている。
1538年（天文7年）の国府台合戦で、当寺に里見義堯が陣を敷いていたことから、北条軍の焼き討ちに遭い、「釈迦如来堂」を除く伽藍を焼失した。その後、現在地にて再建した。

## 交通アクセス
- 秋山駅より徒歩22分。